# Fjernøsten
Fjernøsten (alternativt Fjerne Østen) er en sammenfattende benævnelse af landene længst mod øst, det vil sige Østasien, Kina, Japan, det østlige Rusland, Koreahalvøen og flere. Betegnelsen er skabt ud fra et historisk europæisk perspektiv, og benyttes fortsat i enkelte sammenhænge (fx i navnet på det nedlagte tidsskrift Far Eastern Economic Review), men i internationalt samarbejde benyttes begrebet Østasien.